# أبو العيون
أبو العيون (الاسم العلمي:  Rhagerhis moilensis) (بالإنجليزية: False cobra، وتعني حرفيا الناشر الكاذب)، ويعرف أيضا باسمه المتداول الحفاث، هو ثعبان يمتلك انياب خلفية ويتواجد في أجزاء من إفريقيا والشرق الأوسط. السبب من وراء اكتساب هذا الثعبان اسم «الناشر الكاذب» على الرغم من أنه ليس ناشر حقيقي، هو لانه يقلد موقف الناشر عن طريق ابراز قلنسوته وعرضها والهسهسة مثل الناشر. يمكن أن ينمو هذا الثعبان ليصل طوله إلى نحو 1.5 متر ويقوم بافتراس القوارض والسحالي ويتغذى عليها.

## الوصف
يتراوح طول الثعابين البالغة عادة بين قرابة 0.80 و1.40 متر، لكن بعض العينات من هذه الثعابين وصلت إلى طول حوالي 1.9 متر. لديها عيون كبيرة مستديرة، لونها هو ضرب من اللون الأحمر. ميزة واحدة تميز هذه الثعابين هو أن لديها بقعة سوداء تمتد من الخد إلى زاوية الفك.
لونه هذا الثعبان بشكل عام هو لون شبيه بلون القش ويكون موجود على جسده بقع بنية اللون وتكون مبقعة على طول الجسم. سطح البطن عادة لونه ابيض-صفراوي كلون الكريم.

## النطاق الجغرافي
توجد ثعابين أبو العيون في شمال إفريقيا والشرق الأوسط .

## السلوك
عندما يشعر أبو العيون بالتهديد يقوم بتقليد الناشر، ويكون ذلك عن طريق عرض رقبته وابرازها على جانبي راسه واصدار صوت هسهسة شبيه بصوت الناشر.

## التغذية
في البرية، يتغذى بشكل رئيسي على القوارض والطيور الوليدة والسحالي. أبو العيون الموجود في الاسر (كحيوان أليف مثلا .. الخ) تقبل بأكل الفئران (فئران مقتولة مسبقا، مجمدة أو على قيد الحياة).

## في الأسر
لا يواجد ثعبان أبو العيون عادة في الاسر (كحيوان اليف مثلا) في الولايات المتحدة، وربما يرجع ذلك إلى الطبيعة العدوانية للغاية لبعض عينات هذا الثعبان. في الشرق الأوسط ، لا يتم الاحتفاظ بها عادة كحيوانات أليفة ولذلك نادراً ما يمكن ايجاد هذه الثعابين في بعض متجرات الحيوانات الأليفة. يمكن أن تكون بعض العينات من هذا الثعبان سهلة الانقياد للغاية ومن السهل التعامل معها، في حين أن البعض الآخر قد لا يوافق على التعامل معه وبالتالي يعرض الموقف الدفاعي المذكور أعلاه. قد لا يكون سم هذا الثعبان قاتل، ولكن إذا امسكت الأنياب اللحم العاري وتم حقن السم، قد يكون الألم مبرحًا ؛ وقد يحدث تورم وربما مضاعفات أخرى.

## العناية
في الأسر، يجب أن يبقى أبو العيون في رطوبة منخفضة، ويمكن استعمال الفئران لتغذيته مرة واحدة كل 14-20 يوما (يتم اطعام الثعابين الصغيرة فئران صغيرة السن). يجب تزويد الثعابين هذه بوعاء نظيف من الماء، ومكان للاختباء، وصخرة صغيرة للمساعدة في عملية الانسلاخ (عملية طرح الجلد).

## طرح الجلد (الانسلاخ)
ينسلخ جلد هذا الثعبان مرة واحدة كل 30-50 يوما. مثل الثعابين الأخرى، سوف تستغرق العملية حوالي 7-10 أيام. في اليومين الأولين، ستصبح العيون زرقاوية اللون نوعًا ما وستصبح البشرة باهتة وشاحبة. وبعد أسبوع، سوف يطرح الثعبان جلده. يجب تجنب التعامل مع الثعبان أو إطعامه خلال فترة عملة طرح الجلد بأكملها.  